# Südgrönland

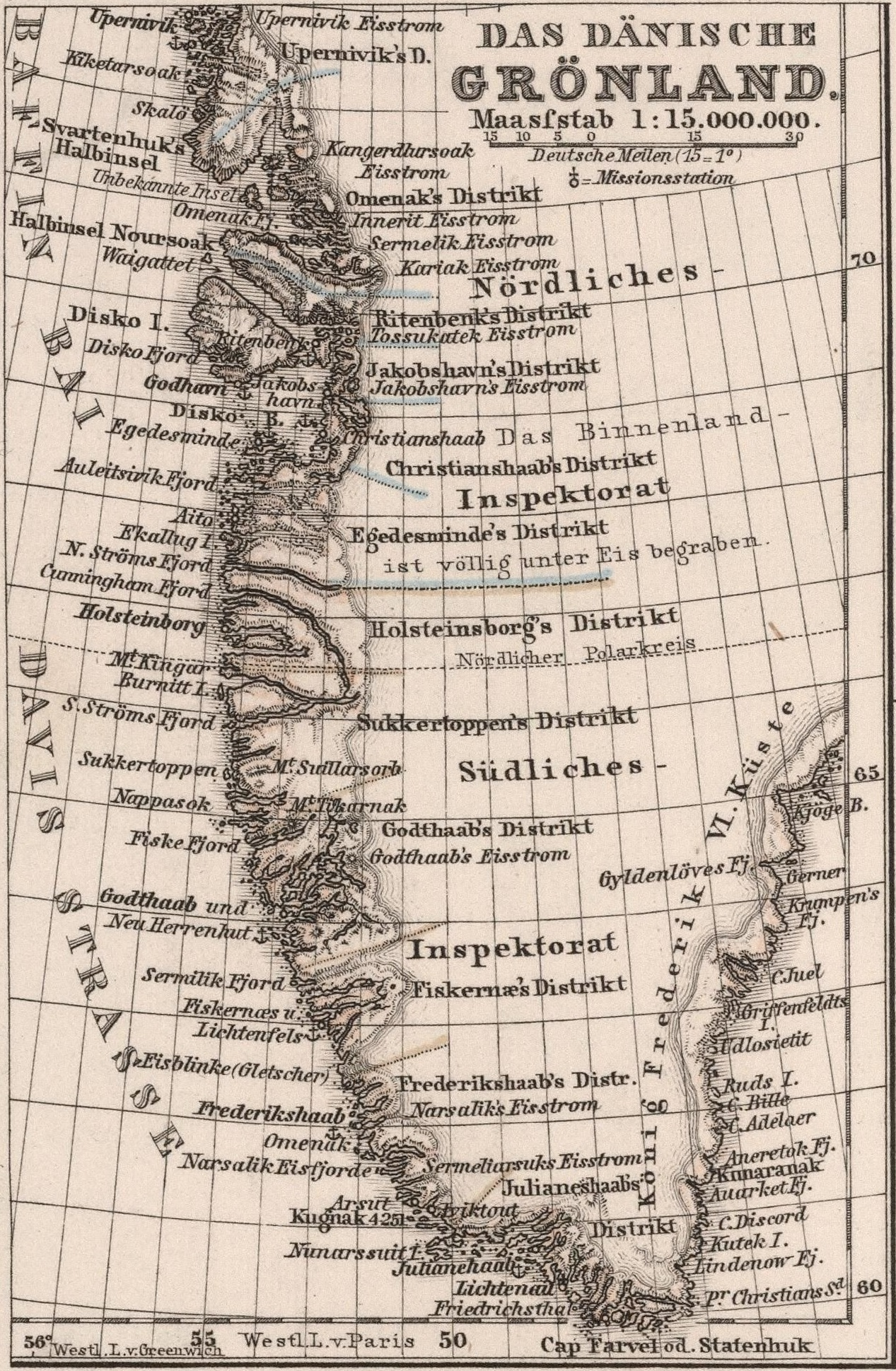
Grönland in Stieler’s Hand-Atlas von 1867

Südgrönland war der Name des von 1782 bis 1950 bestehenden südlichen Teils der dänischen Kolonie Grönland. Der Koloniehauptort war Nuuk.

## Geschichte
Grönland bestand seit der Kolonisation 1721 durch Hans Egede aus einer wachsenden Anzahl Kolonien, die je von einem Kaufmann geleitet wurden. Nachdem Den Kongelige Grønlandske Handel (KGH) 1776 das Handelsmonopol erhalten hatte, wurde 1782 mit der Instruksen die Verwaltung Grönlands neu organisiert. Grönland wurde in zwei Teile geteilt, denen jeweils ein Inspektor in Diensten des KGH vorstand, dem die Kaufmänner (Kolonialverwalter) unterstanden. Mit dem ersten Gesetz zu Grønlands Styrelse von 1908 wurde die Aufteilung offiziell gefestigt. Ab 1911 gab es in beiden Landesteilen Grønlands Landsråd als parlamentarische Versammlung. Zugleich wurden die Kolonialdistrikte in Kommunen unterteilt. Mit dem zweiten Gesetz zu Grønlands Styrelse von 1925 wurde das Inspektorenamt durch das des Landsfogeds ersetzt. 1950 wurden beide Kolonien durch die Verwaltungsreform im Rahmen der G50-Politik vereinigt und Grönland stand fortan ein Landshøvding vor.

## Lage
Südgrönland umfasste den Teil der Westküste zwischen dem Fjord Nassuttooq im Norden und dem Kap Farvel im Süden. Dies entsprach den folgenden Kolonialdistrikten:
- Kolonialdistrikt Holsteinsborg
- Kolonialdistrikt Sukkertoppen
- Kolonialdistrikt Godthaab
- Kolonialdistrikt Fiskenæsset (1872 aufgelöst und in den Kolonialdistrikt Godthaab eingegliedert)
- Kolonialdistrikt Frederikshaab
- Kolonialdistrikt Julianehaab

## Einwohnerentwicklung
| Jahr | Einwohnerzahl | Einwohnerzahl |
| Jahr | Grönländer    | Europäer      |
| ---- | ------------- | ------------- |
| 1805 | 3516          | ?             |
| 1840 | 5130          | 120           |
| 1860 | 5909          | 124           |
| 1880 | 5457          | 202           |
| 1901 | 6052          | 183           |
| 1911 | 6652          | 280           |
| 1921 | 7386          | 205           |
| 1930 | 8487          | 285           |
| 1938 | 9361          | 227           |

Quelle:

## Verwalter
- Für eine Liste der Verwalter Südgrönlands (bis 1924 als Inspektor, danach als Landsfoged), siehe die Liste der Verwalter Grönlands
- Für Listen der Landesratsmitglieder ab 1911, siehe Grønlands Landsråd #Mitglieder der Landesräte